# Плескачівські первоцвіти
Плескачівські первоцвіти — ботанічний заказник місцевого значення в Черкаському районі Черкаської області.

## Історія
Створено рішенням Черкаської обласної ради від 26.05.2023 №19-38/VІIІ.

## Опис
Під охороною ділянка лісового масиву, де збережені елементи широколистяно-лісової флори та рослинності природного й напівприродного походження. Тут поширені оселища, занесені до Резолюції 4 Бернської конвенції; зростають рідкісні підсніжник складчастий (Червона книга України), проліски пониклі (список рідкісних території Черкаської області). Щонайменше 34 види тварин мають природоохоронні статуси.